# Gnypeta modica
Gnypeta modica är en skalbaggsart som beskrevs av Thomas Casey 1911. Gnypeta modica ingår i släktet Gnypeta och familjen kortvingar. Inga underarter finns listade i Catalogue of Life.